# Ali Boumnijel
Ali Boumnijel (født 13. april 1966) er en tunesisk målmand i fodbold, som bl.a. spillede for landsholdet i VM 2002.